# Rasdhoo
Rasdhoo är en ö  i Rasdhooatollen i Maldiverna. Den ligger i den nordvästra delen av landet, 60 km väster om huvudstaden Malé.
Rasdhoo är centralort för den administrativa atollen Alif Alif.
Tropiskt monsunklimat råder i trakten. Årsmedeltemperaturen i trakten är 25 °C. Den varmaste månaden är mars, då medeltemperaturen är 28 °C, och den kallaste är januari, med 25 °C. Genomsnittlig årsnederbörd är 2 030 millimeter. Den regnigaste månaden är maj, med i genomsnitt 372 mm nederbörd, och den torraste är januari, med 37 mm nederbörd.